# Hertha Wambacher
Hertha Wambacher (Beč, 9. ožujka 1903. – Beč, 25. travnja 1950.), austrijska fizičarka, istraživačica kozmičkog zračenja.
Nakon srednje škole, isprva je studirala kemiju, ali je diplomirala fiziku na Sveučilištu u Beču. Godine 1932. doktorirala je disertacijom na Institutu za fiziku u Beču. Bavila se fotografskom metodom za opažanjem ionizirajućih čestica na Institutu za istraživanje radioaktivnosti te je za istraživanjem na tom području dobila Liebenovu nagradu Austrijske akademije znanosti. Godine 1937. otkrila je "dezintegraciju zvijezda" na fotografskoj ploči u nuklearnoj reakciji spalacije.
Predavala je na Sveučilištu u Beču do kraja Drugog svjetskog rata, nakon čega je 1945. godine smijenjena nakon što je vlastitim riječima priznala da je od 1934. bila članicom NSDAP-a, iako nije politički djelovala. Posljednje godine života dobila je rak, koji ju nije spriječio u istraživačko-znanstvenom radu.
Umrla je od raka 1950. godine u Beču, u kojem je provela gotovo cijeli svoj život.

## Vanjske poveznice
- Popis objavljenih radova u katalogu Njemačke nacionalne knjižnice